# Typhlodromus swirskii
Typhlodromus swirskii är en spindeldjursart som beskrevs av Denmark 1992. Typhlodromus swirskii ingår i släktet Typhlodromus och familjen Phytoseiidae. Inga underarter finns listade i Catalogue of Life.